# Sergej Glazenap
Sergej Pavlovitj Glazenap, även von Glasenapp, (ryska: Сергей Павлович Глазенап), född 25 september (gamla stilen: 13 september) 1848 i Vysjnij Volotjok, guvernementet Tver, död 12 april 1937 i Leningrad, var en rysk (sovjetisk) astronom.
Glazenap blev 1880 professor i astronomi vid Sankt Petersburgs universitet. Hans vetenskapliga arbeten omfattar huvudsakligen observationer av dubbelstjärnor, till större delen publicerade i Mesures micrométriques d'étoiles doubles faites à St. Petersbourg et à Domkino (1895-99) och utförda dels på det av honom 1884 inrättade universitetsobservatoriet i Sankt Petersburg, dels på de privata observatorierna i Hursun på Krim, Abastuman i Kaukasus och Domkino i guvernementet Sankt Petersburg. Han vidareutvecklade Marian Kovalskijs metod för beräkning av en dubbelstjärnas banelement.
Glazenap stiftade 1890 Ryska astronomiska sällskapet, för vilket han blev president 1894.

## Utmärkelser
Asteroiden 857 Glasenappia är uppkallad efter honom. Även nedslagskratern Glazenap på månen är uppkallad efter honom.